# Фридрих Вильгельм II
Фридрих Вильгельм II Прусский (нем. Friedrich Wilhelm II. von Preußen; 25 сентября 1744, Берлин — 16 ноября 1797, Потсдам) — король Пруссии с 17 августа 1786 года. Сын Августа Вильгельма и Луизы Амалии Брауншвейг-Вольфенбюттельской, племянник Фридриха II Великого.

## Юность
Король Пруссии Фридрих Великий не имел детей, и продолжать династию предстояло Фридриху Вильгельму. Фридрих II лично заботился о воспитании своего племянника и будущего короля. Трёхлетнего Фридриха Вильгельма забрали в Берлинский дворец, где его воспитателем был официально назначен швейцарский учёный Николас де Бегелин (Nicolas de Beguelin). Фридрих старался избегать ошибок своего тиранического отца, воспитывавшего сына с помощью физических и психологических наказаний.
Фридриху Вильгельму было 13 лет, когда в 1757 году его отец был бесславно уволен из армии за свои неудачи в Семилетней войне. Дружбы между братьями никогда не было, вследствие уже того, что Фридрих считал, что его отец Фридрих Вильгельм I благоволил младшему брату, а с 1757 года антипатии переросли в нескрываемое презрение. Август Вильгельм умер в 1758 году в возрасте 36 лет, и титул прусского кронпринца официально перешёл к его сыну Фридриху Вильгельму.
Юный кронпринц принял участие в военных действиях на излёте Семилетней войны, например, в осаде Швейдница и в битве при Буркерсдорфе. Король похвалил племянника за храбрость и назначил командиром потсдамского пехотного полка. Однако со временем отношения между монархом и наследником кардинально изменились преимущественно в силу различия в характерах. Стиль жизни Фридриха и его взгляды на государство разительно отличались от принципов жизни его племянника. Фридрих жил, видя себя «первым слугой своего государства». У него практически не было личной жизни, он избегал публичных мероприятий. Вместо этого он посвящал себя в большей степени политике и управлению государством и часто вникал в самые мелкие детали. Тем не менее, Фридрих упустил обучение политической жизни своего наследника. А сам Фридрих Вильгельм хотел в первую очередь наслаждаться жизнью, в чём был солидарен со многими своими современниками дворянского происхождения. В юности у принца появилось несколько фавориток, что вызвало недовольство консервативной части прусского двора, включая самого короля.

## Личная жизнь
В 1765 году Фридрих женил двадцатилетнего Фридриха Вильгельма на Елизавете Кристине Ульрике Брауншвейг-Вольфенбюттельской, дочери герцога Брауншвейга-Вольфенбюттеля Карла I и Шарлотты, сестры Фридриха. Этот брак оказался очень неудачным. Молодые не придавали значения супружеской верности. Когда Фридрих Вильгельм узнал о романе своей жены на стороне, он пожелал с ней развестись и отправил её в ссылку в Кюстрин. После развода потсдамский двор развернул бурную деятельность, чтобы заново женить наследника, поскольку династии требовался наследник. Решение было принято в пользу принцессы Фридерики Гессен-Дармштадтской. Она оправдала возложенные на неё надежды и 3 августа 1770 года родила Фридриха Вильгельма, а в последующие годы ещё шестерых детей.
Второй брак не помешал бурной личной жизни Фридриха Вильгельма. В 1764 году принц познакомился с дочерью музыканта Вильгельминой Энке, ставшей в 1769 году с согласия короля официальной фавориткой кронпринца с годовым содержанием в 30 тыс. талеров. Приличия ради Вильгельмину выдали замуж за камердинера Иоганна Фридриха Рица. От будущего короля Пруссии Вильгельмина родила пятерых детей, однако выжила из них только дочь Марианна. В 1796 году Вильгельмина получила титул графини Лихтенау. Несмотря на её скромное политическое влияние, Вильгельмину фон Лихтенау прозвали прусской мадам Помпадур. После смерти короля в 1797 году Вильгельмину арестовали, но вскоре она была реабилитирована.
Помимо Вильгельмины Энке король Фридрих Вильгельм завёл ещё фавориток. В 1787 году он вступил в морганатический брак с Юлией фон Фосс, которая умерла в 1789 году после родов. Спустя год король вновь заключил морганатический брак с новой любовницей Софией Юлианой фон Денгоф. И Фосс, и Дёнгоф занимали второстепенные роли по сравнению с Вильгельминой Энке. Если Юлия фон Фосс была лишь одной из многих любовниц, то София фон Денгоф пыталась ликвидировать свою соперницу Вильгельмину.

## Правление

### Внутренняя политика

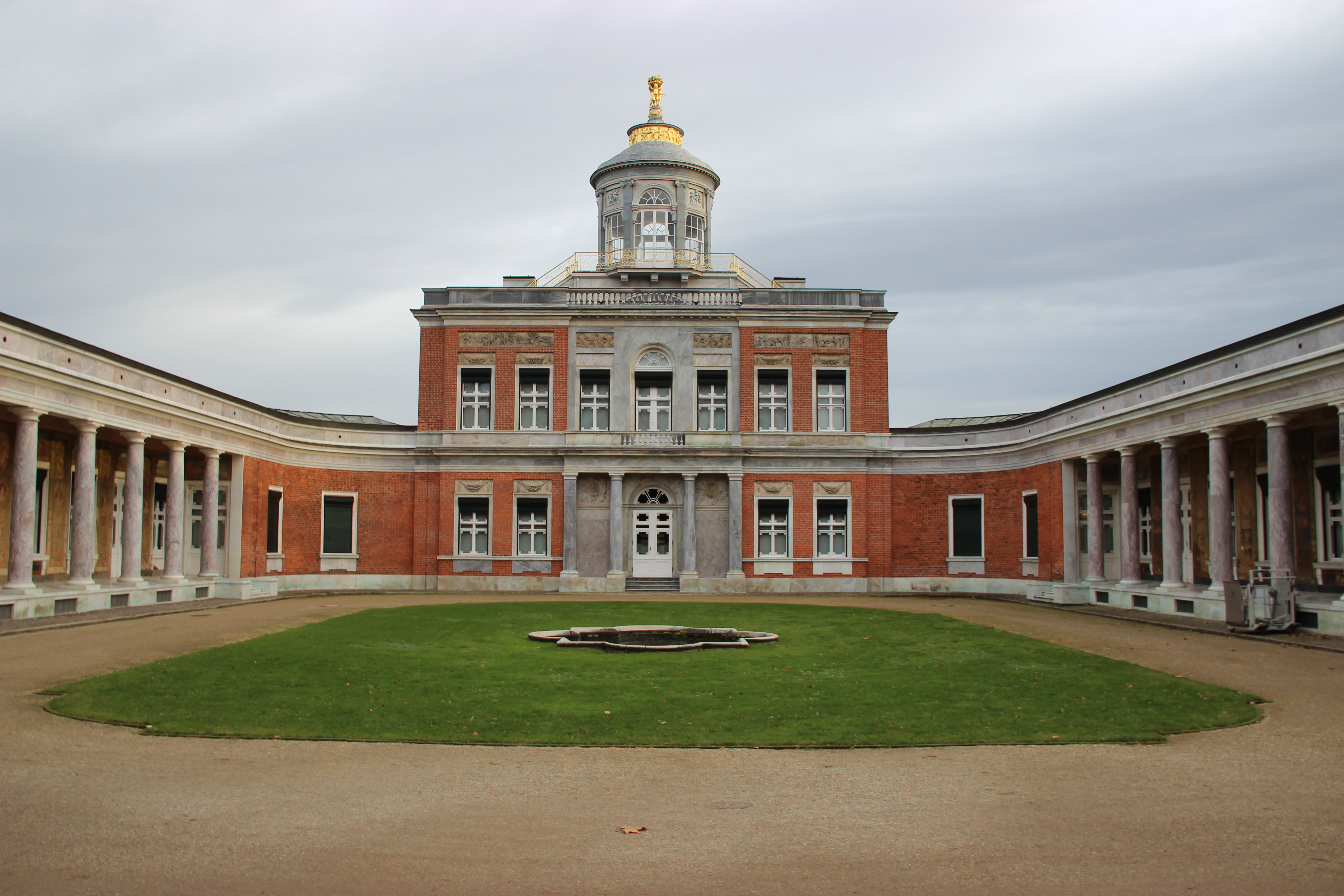
Мраморный дворец — любимая резиденция Фридриха Вильгельма

Фридрих Великий умер 17 августа 1786 года в возрасте 74 лет в Сан-Суси. Как и предполагалось, его преемником стал Фридрих Вильгельм II. В это время Фридрих Вильгельм пользовался любовью у народа, надеявшегося на общее улучшение положения в стране. В последние годы жизни Фридрих II уже лишился былой популярности, и его смерть не вызвала особой скорби у народа. Новый король перенёс свою резиденцию из Сан-Суси в Берлин, вызвав большое воодушевление у берлинцев. Король отменял ненавистные налоги, раздавал ордена, награды и титулы.
Перестройку своей столичной резиденции Фридрих Вильгельм поручил архитектору Карлу Готтгарду Ланггансу. Фридрих Вильгельм любил архитектуру и разработал обширную строительную программу по преобразованию Берлина. Одним из самых известных проектов этой программы было возведение Ланггансом по идее и эскизу короля Бранденбургских ворот. Король, сам отлично игравший на виолончели, способствовал развитию искусств и в особенности музыки и театра. Но вскоре стали проявляться и другие черты нового монарха. Не посвящённый в премудрости политики, Фридрих Вильгельм не умел управлять государством, сидя за письменным столом, как его дядя. Фридрих Вильгельм II назначил кабинет правительства, в котором особым влиянием пользовался Иоганн Кристоф фон Вёльнер. В отличие от Фридриха, считавшего, что «каждый спасётся на свой манер», Фридрих Вильгельм заявил о приверженности Реформации. Тем не менее своим эдиктом о религиях от 9 июля 1788 года он гарантировал свободу вероисповедания. Эдикт вызвал в Пруссии жаркие споры, что вслед за ним 19 декабря 1788 года был даже выпущен эдикт о цензуре, которым были вновь ограничены личные свободы.
Другим важным упущением Фридриха Вильгельма во внутренней политике Пруссии стало сохранение старой административной структуры, чиновничества и офицерства времён Фридриха Великого. В своём большинстве они занимали посты с 1763 года, и Фридрих не отправлял их в отставку из благодарности. В молодости они много сделали для Пруссии и своего короля. Однако при Фридрихе Вильгельме II им было уже за 65 и даже 70 лет, и это негативно отражалось не только на государственном управлении, но и в военной области. Ветераны Семилетней войны оказались не в состоянии решительно выступить против французских войск после 1789 года, поскольку игнорировали новые военные концепции французов.

### Внешняя политика

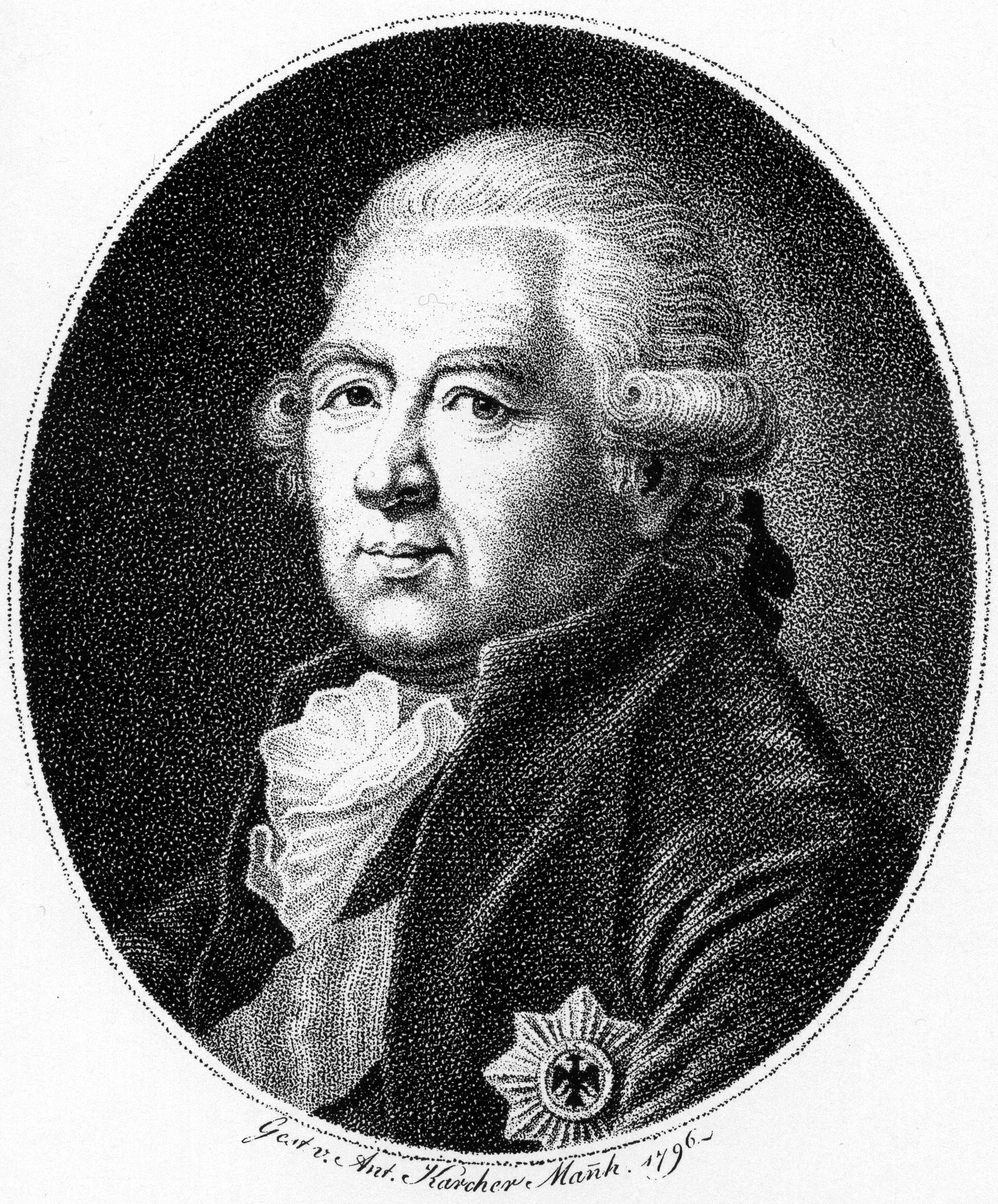
Эвальд Фридрих фон Герцберг

Внешняя политика поначалу была вверена министру короля Фридриха II Эвальду Фридриху фон Герцбергу, который был поглощён идеей прусско-австрийского соперничества. После заключения 27 июля 1790 года Рейхенбахского договора, выявились противоречия во взглядах короля и его министра. Герцберг был смещён, и его пост занял Бишофвердер.
В разгар нидерландской Батавской революции, Фридрих направил прусские войска на помощь своему зятю и штатгальтеру Вильгельму V. В июне 1787 года последнему при поддержке пруссаков удалось восстановить власть в стране.
После начала Великой французской революции и неудавшегося бегства королевской семьи в июне 1791 года во дворце Пильниц под Дрезденом состоялась встреча императора Священной Римской империи Леопольда II, короля Фридриха Вильгельма II и графа д’Артуа, брата французского короля Людовика XVI.
30 июля 1792 года прусский король лично участвовал в военном походе в Шампань против революционной Франции. В битве при Вальми 20 сентября между воюющими сторонами состоялась артиллерийская дуэль. Сражение, незначимое с точки зрения военной стратегии, вошло в историю, поскольку солдатам революции впервые удалось выдержать массивное наступление противника. Ослабевшие от болезней, голода и дождя прусские войска спустя десять дней отступили. Война против Франции завершилась для Фридриха Вильгельма II подписанием Базельского мира 5 апреля 1795 года с установлением демаркационной линии, обеспечившей нейтралитет и мир не только для Пруссии, но и для всей Северной Германии.
Фридрих Вильгельм обратил своё внимание на Польско-Литовское государство, когда Россия и Австрия готовили второй раздел Польши. Прусский король не хотел остаться не у дел и 23 января 1793 года вступил в договор о разделе с Россией, приобретя Данциг, Торн и Южную Пруссию, что составляло 57 тысяч км² и 1,1 млн жителей.
В 1794 году в Кракове началось польское восстание во главе с Тадеушем Костюшко, которое было подавлено Россией. По следующему договору о разделе от 3 января 1795 года, заключённому Россией, Австрией и Пруссией, Фридрих Вильгельм II получил Мазовию, Варшаву и Новую Восточную Пруссию. С 1791 года к Пруссии отошли Ансбах и Байрейт. Тем самым в годы правления Фридриха Вильгельма II территория Пруссии увеличилась на треть, а численность населения возросла с 5,4 млн до 8,7 млн подданных.

### Последние годы
Королеву оскорбляли многочисленные любовные интриги короля и, в первую очередь, отношения с Вильгельминой Энке. Кронпринц Фридрих Вильгельм III поддерживал её. 28 апреля 1796 года Вильгельмина получила титул графини Лихтенау и 17 сентября была официально принята при дворе. Между тем усилилось недовольство королём, которого обвинили в расточительности и растрате собранного Фридрихом государственного имущества. Фридрих Вильгельм II умер в 53 года 16 ноября 1797 года от грудной водянки. Графиня Лихтенау, ухаживавшая за умиравшим королём, была помещена под домашний арест. Фридрих Вильгельм III отправил ненавистную любовницу отца в ссылку в Глогау, а большая часть её имущества была конфискована.

## Семья

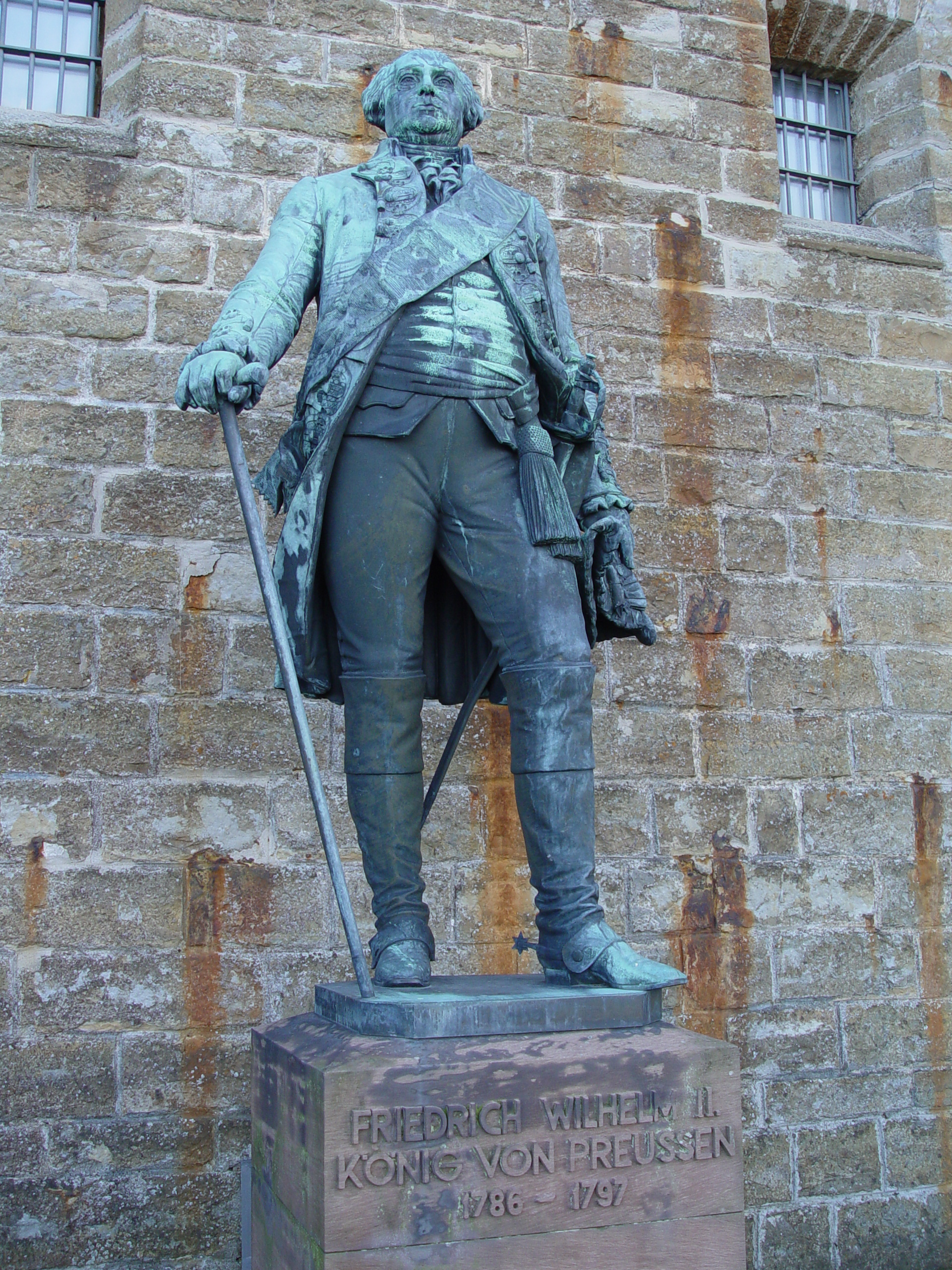
Статуя Фридриха Вильгельма II в замке Гогенцоллерн

В 1765 году Фридрих Вильгельм II женился на Елизавете Кристине Брауншвейг-Люнебургской и развёлся с ней в 1769 году. У них была одна дочь:
- Фридерика Шарлотта (1767—1820), вышла замуж за герцога Йоркского Фредерика.

В 1769 году Фридрих Вильгельм II женился на Фридерике Луизе Гессен-Дармштадтской. Дети:
- Фридрих Вильгельм (1770—1840), будущий король Пруссии Фридрих Вильгельм III
- Кристина (1772—1773)
- Людвиг (1773—1796), в 1793 году женился на Фридерике Мекленбург-Стрелицкой
- Вильгельмина (1774—1837), в 1791 году вышла замуж за короля Нидерландов Виллема I
- Августа (1780—1841), вышла замуж за курфюрста Гессен-Кассельского Вильгельма II
- Генрих Карл (1781—1846), гроссмейстер прусского ордена иоаннитов
- Вильгельм (1783—1851), с 1804 года женат на Марии Анне Гессен-Гомбургской

В апреле 1787 года король вступил в морганатический брак с фрейлиной своей супруги — Юлией фон Фосс (1766—1789), получившей в ноябре того же года титул графини фон Ингенгейм. В этом браке родился 1 сын:
- граф Густав Адольф Вильгельм фон Ингенгейм (1789—1855), женившийся на своей единокровной племяннице Евгении де Тьерри (1808—1881), дочери Этьена де Тьерри и графини Марианны фон дер Марк. В браке родилось четверо детей, потомки которых живы и сейчас.

В 1790 году король вступил в ещё один морганатический брак — с графиней Софией фон Денгоф (1768—1837), получившей титул графини фон Бранденбург. В браке родились сын и дочь:
- граф Фридрих Вильгельм фон Бранденбург (1792—1850), будущий премьер-министр Пруссии
- графиня Юлия фон Бранденбург (1793—1848), замужем за Фердинандом Фридрихом Ангальт-Кётенским.

Кроме того, у Фридриха Вильгельма была внебрачная связь с Вильгельминой фон Лихтенау, которая родила ему его любимого сына, графа Александра фон дер Марка (1779—1787) и трёх дочерей:
- Ульрика София Вильгельмина фон Беркхольц (1774—1774)
- Кристина София Фридерика фон Лютценберг (1777—1777)
- Марианна Дидерика Фридерика Вильгельмина фон дер Марк (1780—1814).